# Walter von Cronberg
Walter von Cronberg (Kronberg, 1477 o 1479 – Mergentheim, 4 aprile 1545) è stato il trentottesimo Gran maestro dell'Ordine teutonico dal 1527 al 1543.

## Biografia
Von Cronberg proveniva da una povera famiglia di cavalieri abitante nel Castello di Kronberg presso Francoforte sul Meno. Egli aderì all'Ordine Teutonico nel 1497 e ottenne presto la posizione di esattore delle tasse della Komtur di Mergentheim dal 1499. Egli divenne quindi Komtur di Francoforte nel 1504. Durante il governo del proprio predecessore Alberto di Brandeburgo-Ansbach, von Cronberg fu legato presso il Re Sigismondo I di Polonia. Nel 1517 egli fondò la Confraternita di San Sebastiano e nel 1526 venne scelto come Deutschmeister, Gran Maestro del ramo tedesco dell'ordine. 
Nel 1525, quando Alberto si convertì al Luteranesimo e venne scomunicato, von Cronberg si autoproclamò Gran Maestro successore. Le sue pretese erano basate su un capitolo degli statuti di Werner von Orseln, del XIV secolo in cui si sanciva che, in assenza del Gran Maestro, il Maestro di una delle altre linee dell'ordine avrebbe dovuto prendere il suo posto. 
Ad ogni modo, questa nomina venne contrastata dal Gran Maestro dell'Ordine livoniano, Wolter von Plettenberg, che pretendeva inoltre questa stessa funzione. Il conflitto giunse alle orecchie dell'Imperatore Carlo V che definì la questione nel 1527 in favore di von Cronberg, dichiarandolo "Amministratore dell'Ufficio di Gran Maestro". Inoltre, venne rinnovata la pretesa del Gran Maestro sui diritti del Ducato di Prussia, sotto il controllo secolare di Alberto. Dal momento che non poteva esercitarvi alcun potere, la sede del Gran Maestro venne spostata da Königsberg alla sede del Deutschmeister, nel Sud della Germania, a Mergentheim presso Würzburg. 
Dal 1530, von Cronberg si dedicò a salvare il carattere cattolico dell'ordine. Egli ebbe scarso successo, ad ogni modo, nel prevenire la secolarizzazione dell'ordine nel Sacro Romano Impero, che incrementò la tendenza dei cavalieri a convertirsi al Protestantesimo o a disobbedire ai Gran Maestri cattolici.